# Heather Fuhr
Pour les articles homonymes, voir Fuhr.
Heather Fuhr, née le 19 janvier 1968 à Edmonton au Canada, est une triathlète professionnelle, championne du monde d'Ironman en 1997, multiple  vainqueur sur la distance (XXL). Elle pratique également de duathlon et le cross triathlon.

## Biographie

### Jeunesse
Heather Fuhr commence à courir  à l'âge de dix ans et continue de pratiquer sur et hors piste avec le club de l'université d'Alberta. Elle se place 5e lors du championnat canadien, sur l'épreuve du 1 500 mètres en 1998. Elle participe à son premier triathlon en 1989 et s'engage dans une carrière professionnelle en 1991.

### Carrière en triathlon
En 1993, Heather Fuhr participe à son premier  championnat du monde d'Ironman à Kona où elle prend la 6e place et établit un record sur le marathon, affichant ses capacités à remporter le mythique championnat. Après avoir participé à des rencontres mondiales en duathlon, elle remporte le triathlon international du Japon trois fois consécutivement en 1995, 1996 et 1997. En 1997 pour sa septième participation, Heather Fhur prend la première place de l'Ironman de Kona et devient championne du monde. De 1997 à 2007, elle remporte dix médailles d'or sur Ironman et Ironman 70.3

### Vie privée et professionnelle
Avec les triathlètes Peter Reid, Lori Bowden et Luke Bell, elle participe au tournage d'un documentaire sportif en 2006, What It Takes. Elle est mariée à l’entraîneur de triathlètes, Roch Frey.

### Reconnaissance
En 2015 elle est introduite en compagnie de sa compatriote Lori Bowden dans le Hall of Fame de l'Ironman, au regard de ses victoires sur Ironman et de ses contributions aux compétitions de la marque de par le monde.
.

## Palmarès
Le tableau présente les résultats les plus significatifs (podium) obtenus sur le circuit international de triathlon depuis 1997.
| Année | Compétition                                  | Pays       | Position           | Temps           |
| ----- | -------------------------------------------- | ---------- | ------------------ | --------------- |
| 2007  | Ironman Canada                               | Canada     | Médaille de bronze | 9 h 49 min 36 s |
| 2006  | Ironman Japon                                | Japon      | Médaille d'or      | 9 h 47 min 17 s |
| 2006  | Ironman 70.3 Hawaii                          | États-Unis | Médaille d'argent  | 3 h 34 min 10 s |
| 2005  | Ironman USA                                  | États-Unis | Médaille d'or      | 9 h 45 min 6 s  |
| 2004  | Ironman USA                                  | États-Unis | Médaille d'argent  | 9 h 38 min 39 s |
| 2004  | Ironman - Championnat du monde à Kailua-Kona | États-Unis | Médaille d'argent  | 9 h 56 min 19 s |
| 2003  | Ironman USA                                  | États-Unis | Médaille d'or      | 9 h 51 min 55 s |
| 2003  | Ironman 70.3 Californie                      | États-Unis | Médaille d'or      | 4 h 39 min 29 s |
| 2002  | Ironman Australie                            | Australie  | Médaille d'argent  | 9 h 29 min 29 s |
| 2002  | Ironman USA                                  | États-Unis | Médaille d'or      | 9 h 43 min 2 s  |
| 2001  | Ironman USA                                  | États-Unis | Médaille d'or      | 9 h 31 min 11 s |
| 2000  | Ironman Californie                           | États-Unis | Médaille d'or      | 9 h 59 min 24 s |
| 2000  | Ironman 70.3 Californie                      | États-Unis | Médaille d'or      | Timing          |
| 1999  | Ironman États-Unis                           | États-Unis | Médaille d'or      | 9 h 51 min 38 s |
| 1999  | Ironman Brésil                               | Brésil     | Médaille d'or      |                 |
| 1998  | Powerman Duathlon Alabama                    | États-Unis | Médaille d'or      | 2 h 58 min 40 s |
| 1998  | Ironman Suisse                               | Suisse     | Médaille d'or      | Timing          |
| 1998  | Ironman Brésil                               | Brésil     | Médaille d'or      |                 |
| 1997  | Ironman - Championnat du monde à Kailua-Kona | États-Unis | Médaille d'or      | 9 h 31 min 43 s |
| 1997  | Powerman Duathlon Alabama                    | États-Unis | Médaille d'or      | 2 h 57 min 15 s |